# Heinrich Adolph Täschner
Heinrich Adolph Täschner, auch Heinrich Adolf Täschner (* 1786 in Weißenfels; † 20. Juli 1868 in Leipzig), war ein deutscher Apotheker und Homöopath.

## Leben und Wirken
Täschner war Administrator der Leipziger Adler-Apotheke. 
Nach der Völkerschlacht bei Leipzig 1813 engagierte er sich für den Wiederaufbau der stark beeinträchtigten Dörfer Zuckelhausen und Probstheida.
1818 erwarb er die Leipziger Mohren-Apotheke. Diese verlegte er sodann an den Markt und nannte sie Engel-Apotheke. 
Täschner war Anhänger der Homöopathie. Gegen den Widerstand des damaligen Stadtphysikus Dr. Johann Christian August Clarus gelang es ihm zusammen mit drei weiteren Leipziger Apothekern, die Errichtung einer Homöopathischen Central-Officin durchzusetzen. Sie eröffneten diese am 12. Juni 1836 als homöopathische Dispensieranstalt am Thomaskirchhof 12, ab 1851 Homöopathische Dispensieranstalt der vereinigten Apotheker zu Leipzig genannt. 1863 schied Täschner aus dem Verbund aus und gründete danach in Lindenau ein eigenes homöopathisches Officin, das er 1868 nach Leipzig verlegte und das nach seinem Tod bis 1880 bestand.
Ab 1814 war Täschner Mitglied der Freimaurerloge Balduin zur Linde in Leipzig und wurde 1864 zum Senior der Loge ernannt.
Er wurde im Erbbegräbnis der Familie Täschner in der I. Abteilung (Nr. 60) des Neuen Johannisfriedhofs beerdigt.

## Würdigung
In Leipzig wurden nach ihm die Täschnerstraße (1912) in Probstheida und sein ehemaliger Landsitz Täschners Garten (2005) in Holzhausen benannt.